# Roberto Hodge
Roberto Hodge (La Serena, 30 de julho de 1944 - Santiago, 12 de agosto de 1985) foi um futebolista chileno. Ele competiu na Copa do Mundo FIFA de 1966, sediada na Inglaterra.